# Читинський міський округ
Чити́нський міський округ (рос. Читинский городской округ) — міський округ у складі Забайкальського краю Російської Федерації.
Адміністративний центр та єдиний населений пункт — місто Чита.

## Населення
Населення — 349983 особи (2019; 324444 в 2010, 316643 у 2002).